# Rosalía Mera
Rosalía Mera Goyenechea (* 28. Januar 1944 in A Coruña; † 15. August 2013 ebenda) war eine spanische Textilunternehmerin und Selfmade-Milliardärin. Die zum Zeitpunkt ihres Todes reichste Frau Spaniens war in den 1970er und 1980er Jahren mit ihrem damaligen Ehemann Amancio Ortega die Begründerin der Modekette Zara und des Inditex-Konzerns.

## Leben
Mera verließ mit elf Jahren die Schule und arbeitete zunächst als Näherin.
1972 gründete sie mit ihrem Mann Amancio Ortega die Modekette Zara. 1985 fassten die Unternehmer ihre Aktivitäten im Textilbereich im Inditex-Konzern zusammen. Sie hielt eine Beteiligung von mehr als 30 Prozent an der Hotelkette Room Mate. Mera war außerdem die Präsidentin der Stiftung Paideia.
Das Forbes Magazine schätzte ihr Vermögen auf 4,7 Milliarden Euro und das ihres Ex-Mannes Ortega auf 43 Milliarden Euro. 2012 stand sie auf der Liste The World’s 100 Most Powerful Women auf Platz 54 und 2013 auf Platz 66.
Neben ihren geschäftlichen Aktivitäten wurde sie auch durch ihr soziales Engagement bekannt. Sie erklärte sich solidarisch mit der Protestbewegung der „Empörten“ und äußerte öffentlich Kritik an der geplanten Verschärfung des spanischen Abtreibungsgesetzes.
Am 14. August 2013 erlitt sie während eines Urlaubs mit ihrer Tochter auf Menorca einen Schlaganfall. Sie wurde von dort in ein Krankenhaus in A Coruña verlegt, wo sie am folgenden Tag verstarb. Sie wurde auf dem Friedhof der Kirche von Santa Eulalia von Liáns in Oleiros (A Coruña) begraben.